# Chester Hill, Pennsylvania
Chester Hill là một thị trấn thuộc quận Clearfield, tiểu bang Pennsylvania, Hoa Kỳ. Năm 2010, dân số của thị trấn này là 883 người.